# Минасян, Давид
Дави́д Минася́н (арм. Դավիթ Մինասյան; 9 марта 1993, Ереван, Армения) — армянский футболист, полузащитник.

## Клубная карьера
Воспитанник футбольной школы «Пюник». Как большинство воспитанников клуба, Минасян начал свой профессиональный путь с юношеской и молодёжной команд. Первое появление произошло в первенстве Первой лиги в сезоне 2010 года за «Пюник-3». Со следующего сезона стал выступать в молодёжной команде, проявив в первом же году свои бомбардирские, забив 6 мячей. В том же году сыграл матче за суперкубок Армении, в котором «Пюник» одержал победу над «Бананцем» со счётом 2:0. Минасян вышел на поле после перерыва, вместо Хорена Манучаряна (брат Эдгара Манучаряна).
В сезоне 2011 года дебютировал за клуб в Премьер-лиге. Первый матч провёл 14 августа, вновь против «Бананца». На сей раз «Бананц» взял верх (3:0), а Минасян вышел в концовке матча на 82 минуте, вместо Эдгара Малакяна. С окончанием сезона, курс клуба был направлен на воспитанников своей школы. Опыт Минасяна позволил стать одним из основных игроков. Большее игровое время открыло Минасяну возможность не только раздавать голевые пасы, но и забивать самому. Дебютный гол состоялся 17 июня 2012 года в ворота «Мики». На 10 минуте Минасян открыл счёт в матче и своим голам за клуб. Однако, забитый мяч не позволил одержать победу — 2:3.
Впоследствии выступал за клубы «Алашкерт», «Улисс», «Мика», «Арарат», «Гандзасар».

## Карьера в сборной
Минасян был призван под знамёна сборной в 2010 году. 19 октября дебютировал в сборной Армении до 19 лет, выйдя в матче против юношей из Израиля. Отыграл весь матч. В том же году ещё дважды принимал участие в сборной против испанцев и литовцев. Лишь в третьем матче Минасян одержал победу с командой, минимально победив 1:0 сборную Литвы. Годом позже, сыграл в одном матче против Словакии. В мае 2012 года отыграл два матча против Испании и Бельгии.

## Достижения

### Командные достижения
«Пюник»
- Серебряный призёр чемпионата Армении (1): 2011
- Обладатель Кубка Армении (1): 2014
- Обладатель Суперкубка Армении (2): 2010, 2011

## Статистика выступлений
Данные на 27 октября 2012
| Клуб             | Сезон            | Чемпионат | Чемпионат | Кубки | Кубки | Еврокубки | Еврокубки | Всего | Всего |
| Клуб             | Сезон            | Матчи     | Голы      | Матчи | Голы  | Матчи     | Голы      | Матчи | Голы  |
| ---------------- | ---------------- | --------- | --------- | ----- | ----- | --------- | --------- | ----- | ----- |
| Пюник-3          | 2009             | -?        | 2         | -     | -     | -         | -         | ?     | 2     |
| Всего            | Всего            | ?         | 2         | —     | —     | —         | —         | ?     | 2     |
| Пюник-2          | 2010             | ?         | 6         | -     | -     | -         | -         | ?     | 6     |
| Пюник-2          | 2011             | ?         | 2         | -     | -     | -         | -         | ?     | 2     |
| Пюник-2          | 2012/13          | ?         | 2         | -     | -     | -         | -         | ?     | 2     |
| Всего            | Всего            | ?         | 10        | —     | —     | —         | —         | ?     | 10    |
| Пюник            | 2010             | 0         | 0         | 1     | 0     | 0         | 0         | 1     | 0     |
| Пюник            | 2011             | 6         | 0         | 2     | 1     | 1         | 0         | 9     | 1     |
| Пюник            | 2012/13          | 15        | 3         | 0     | 0     | 1         | 0         | 16    | 3     |
| Всего            | Всего            | 21        | 3         | 3     | 1     | 2         | 0         | 26    | 4     |
| Всего за карьеру | Всего за карьеру | 21        | 15        | 3     | 1     | 2         | 0         | 26    | 16    |